# Ischasia mareki
Ischasia mareki là một loài bọ cánh cứng trong họ Cerambycidae.